# New Zealands flag
New Zealands flag er et Blue Ensign med fire røde femkantede stjerner med hvid kant til højre. Stjernerne danner stjernebilledet Sydkorset som også kan ses på det Australske flag.
Den 11. marts 2014, annoncerede premierminister John Key i en tale, at der afholdes folkeafstemning i forbindelse med næste parlamentsvalg, om vedtagelsen af et nyt flag. Ved afstemningen var der 56,6 procent stemmer for det nuværende flag og 43,2 procent for et alternativ, hvor Union Jack var erstattet med en sølvbregne, som indgår i nationalvåbenet.